# ساندرا چرچ
ساندرا چرچ (انگلیسی: Sandra Church؛ زادهٔ ۱۳ ژانویهٔ ۱۹۳۷) بازیگر، خواننده و هنرمند اهل ایالات متحده آمریکا است.
از فیلم‌ها یا برنامه‌های تلویزیونی که وی در آن نقش داشته‌است می‌توان به آمریکایی زشت اشاره کرد.